# 南榮科技大學

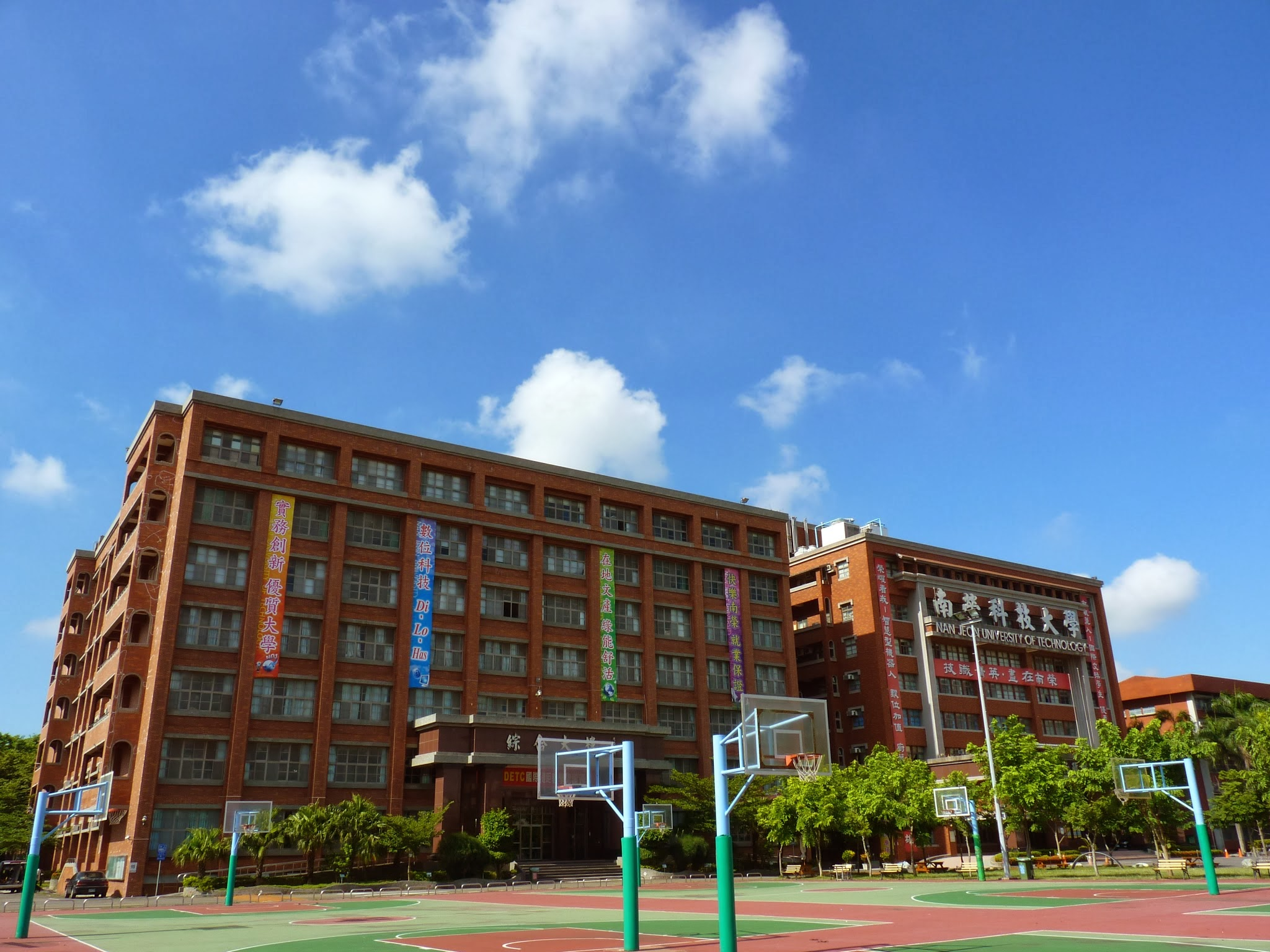
南榮科技大學校舍，攝於2014年

南榮科技大學（全銜為南榮學校財團法人南榮科技大學，簡稱南榮科大）是曾位於臺灣臺南市鹽水區的私立科技大學。1966年創校，2013年8月更名為科技大學，2020年2月停辦。2025年經董事會改組，預計規劃轉型改為「玉秀雙語國民小學」。
由於長年以來註冊率低於6成及中華民國教育部教學品質查核未通過，2018年南榮科大遭教育部私立學校諮詢會決議108學年度全部學制停止招生。因南榮科大董事會未在2019年7月底之前補足校務基金新臺幣1億元，教育部遂勒令108學年第2學期起、2020年2月1日全面停辦。

## 歷史
- 1966年7月，奉准設校，選定台南縣鹽水鎮（今台南市鹽水區）為校址。
- 1967年，奉准立案正式招生，南榮工業專科學校創校，設有五年制電子工程科、化學工程科、土木工程科。
- 1968年，增設工業設計科。
- 1969年，增設機械工程科。
- 1970年，增設電機工程科。
- 1988年，增設二專日夜間部電子工程科。
- 1989年，增設二專日間部工業工程與管理科。
- 1990年，增設二專夜間部工業工程與管理科。
- 1992年，改名南榮工商專科學校。增設五專部建築工程科、國際貿易科及二專日間部國際貿易科。
- 1993年，增設二專部企業管理科、二專夜間部國際貿易科。
- 1994年，增設五專部應用外語科，並設有英文組與日文組之分組。
- 1995年，增設二專夜間部企業管理科。
- 1996年，增設五專部企業管理科、二專夜間部電機工程科、機械工程科。
- 1997年，增設五專部資訊管理科、二專夜間部應用外語科日文組。
- 1998年，增設二專夜間部資訊管理科、應用外語科英文組。
- 1999年，增設二專夜間部土木工程科、建築工程科。
- 2001年，改制為南榮技術學院。增設：二技日間部電子工程系、電機工程系、企業管理系，二專日間部資訊管理科、應用外語科英文組與日文組。
- 2002年，增設二技日間部營建工程系、國際貿易系，四技日間部電子工程系、電機工程系、機械工程系，二技進修部電機工程系、機械工程系、企業管理系。
- 2003年，工業工程與管理科改名管理與資訊科。增設四技日間部營建工程系、管理與資訊系、國際貿易系、機械工程系，二技進修部應用英語系、四技進修部電子與資訊系、電機工程系。停招五專部土木工程科。
- 2004年，增設二技夜間部資訊管理系、四技日夜間部企業管理系、四技日間部餐旅管理系、室內設計系。停招五專部電子工程科。
- 2005年，國際貿易系改名財務金融系。增設四技夜間部營建工程系、四技日夜間部資訊管理系、財務金融系。停招二專夜間部土木工程科。
- 2006年，增設二技夜間部管理與資訊系、二技日間部資訊管理系、二專日間部餐旅管理科。停招二技日間部土木工程系。
- 2007年，增設工程科技研究所在職專班、四技夜間部餐旅管理系。
- 2008年，增設四技部數位創意行銷學位學程、四技夜間部管理與資訊系。
- 2009年，應用英語系改名觀光系。
- 2010年，增設四技日間部營建工程系資訊應用組、綠色科技組。停招二專日間部電子工程科、資訊工程科。
- 2011年，數位創意行銷學位學程改名數位行銷系。營建工程系取消資訊應用組、綠色科技組之分組。停招管理與資訊系、財務金融系
- 2012年，增設美容系、數位媒體應用系。電子工程系與資訊工程系整併為資訊科技系。獲教育部同意改名科技大學籌備一年。
- 2013年8月，改名南榮學校財團法人南榮科技大學，成立工程科技、商業管理、人文休閒等三學院。美容系改名美容造型設計系；數位行銷系改名數位行銷與廣告系。增設休閒遊憩與運動保健系。停招數位媒體應用系。
- 2014年，增設創意產品設計系。企業管理系分設人力資源組、經營管理組之分組。人文休閒學院改名生活應用學院。
- 2015年，與國立高雄大學締結為策略聯盟夥伴，雙方進行圖書館藏互借、成立聯合研究團隊等合作。
- 2016年，休閒遊憩與運動保健系改名休閒運動管理系。
- 2018年12月7日，該校因收支出現短絀，校務基金大幅減少，財務評估預測不佳等原因，教育部取消該校2019年所有招生名額[3]。
- 2019年，數位行銷與廣告系改名行銷溝通與管理系。同年5月起南榮科大已無發給教職員薪水，教育部要求於2019年7月31日前須有1億元資金，否則學校將停辦[4]；因南榮科大董事會未在7月底之前補足1億元的校務經費，教育部已勒令108學年起全面停辦。同年8月17日，教育部於該校舉行學生安置說明會，該校現有日間部、進修部、在職碩士專班等學生共約760人，因董事會資金不足，學校無法繼續營運，因此將協助所有在籍學生，平行轉學至中華醫事科技大學、南臺科技大學、台南應用科技大學、嘉南藥理大學、崑山科技大學、遠東科技大學、吳鳳科技大學等共七所學校的相關科系就讀[5]。歷年所有學生之學籍資料委由國立雲林科技大學代管[6]。
- 2020年2月1日正式停辦，南榮科大走入歷史[7]。
- 2023年1月，臺南市政府同意南榮科大法人籌設「玉秀雙語小學」，籌設期限自2023年2月1日起到2026年1月31日為止；若未在期限內完成新設小學會依《私立高級中等以上學校退場條例》第21條第4項規定，命法人解散清算，剩餘校產須歸屬中央機關、地方政府、公立學校或退場基金。

## 歷任董事長
| 任別 | 姓名           |
| ---- | -------------- |
| 1    | 沈榮           |
| 2    | 沈榮           |
| 3    | 沈榮           |
| 4    | 沈水德         |
| 5    | 沈水德         |
| 6    | 沈達吉         |
| 7    | 沈達吉         |
| 8    | 沈達吉         |
| 9    | 沈達吉         |
| 10   | 沈佩香         |
| 11   | 沈佩香         |
| 12   | 沈佩香         |
| 13   | 沈義方         |
| 14   | 沈柏青         |
| 15   | 沈柏青         |
| 16   | 王彩雲         |
| 17   | 周智慧（末任） |

## 歷任校長
| 任別 | 姓名   | 備註 |
| ---- | ------ | --- |
| 1    | 劉兆璸 | |
| 2    | 沈乃霖 | |
| 3    | 張榮宗 | |
| 4    | 沈柏欣 | |
| 5    | 陳如林 | |
| 6    | 沈柏昌 | 改制技術學院後第一任校長                                                                                                 |
| 7    | 葉茂榮 | 改制技術學院後第二任校長                                                                                                 |
| 代理 | 王俊惠 | |
| 8    | 林義宗 | 改制技術學院後第三、四任校長                                                                                             |
| 代理 | 王俊惠 | |
| 9    | 黃聰亮 | 改制技術學院後第五任校長、改名科技大學後第一任校長。後因與妻子吳洛瑜販售假學歷、假論文等案遭收押，一審判決有期徒刑13年。 |
| 10   | 王俊惠 | 改名科技大學後第二任校長                                                                                                 |
| 代理 | 侯崇文 | 原國立臺北大學校長、嘉義市副市長                                                                                         |

## 教學單位
| 工程科技學院 | 工程科技研究所 | 電機工程系 |
| 工程科技學院 | 資訊科技系     | 機械工程系 |
| 工程科技學院 | 營建工程系     |            |

| 商業管理學院 | 行銷溝通與管理系                 | 資訊管理系     |
| 商業管理學院 | 企業管理系 人力資源組 經營管理組 | 創意產品設計系 |

| 生活應用學院 | 觀光系         | 餐旅管理系     |
| 生活應用學院 | 休閒運動管理系 | 應用日語系     |
| 生活應用學院 | 室內設計系     | 美容造型設計系 |

| 通識教育處 | 華語文中心 |  |

## 中心
| 研究中心 | 數位科技中心 | 營建科技中心 |
| 研究中心 | 能源科技中心 | 光電科技中心 |
| 研究中心 | 資訊科技中心 | 生物科技中心 |

| 專業服務中心 | 精密量測中心 | 南榮數位學習中心 |
| 專業服務中心 | 通識教育中心 |                  |

## 校友
- 陳君宜 (台灣軍事人物)-中華民國空軍史上第一位女性戰鬥機飛行員。
- 傅大偉-連任四屆嘉義市議員。
- 洪國浩-草屯鎮長。

## 爭議事件
2016年5月，調查局查獲南榮科大校長黃聰亮涉嫌自103年起，聯合該校研發處長、推廣教育中心主任等人，向不知情之民眾詐稱無須上課即可取得國外博、碩、學士學位或外國金融證照，販售偽造之哥斯大黎加「英培爾大學」學、碩、博士學位及外國金融證照予不知情之民眾。黃聰亮更利用自行辦理聘任講師及講師升等助理教授之教師資格審查權限及其擔任該校教師評審委員會主任委員，向該校內未具升等為助理教授資格之講師多人，要求以15萬元至55萬餘元不等價格，購買「英培爾大學」之博士學位，同時提供假造之國外期刊論文作為「著作升等」之送審使用，獲利高達3546萬元。同年9月黃聰亮與妻子被台南地檢署依涉收賄、詐欺等罪嫌起訴。
2019年2月，台南地院宣判黃聰亮13年有期徒刑、褫奪公權7年，還可上訴。